# 요 (영화)
"요"(妖)는 한국에서 제작된 김영효 감독의 1980년 영화이다. 김추련 등이 주연으로 출연하였고 정창화 등이 제작에 참여하였다.

## 출연

### 주연
- 김추련
- 서영란
- 김민정
- 강인태
- 김하림

## 기타
- 조명: 한희창
- 녹음: 김병수